# Alvarstenspindel
Alvarstenspindel (Titanoeca psammophila) är en spindelart som beskrevs av Jörg Wunderlich 1993. Alvarstenspindel ingår i släktet Titanoeca och familjen stenspindlar. Enligt den finländska rödlistan är arten nära hotad i Finland. Enligt den svenska rödlistan är arten sårbar i Sverige. Arten förekommer på Öland, Götaland och Svealand. Artens livsmiljö är solbelysta klippor och flyttblock. Inga underarter finns listade i Catalogue of Life.